# Loxandrus parvulus
Loxandrus parvulus är en skalbaggsart som beskrevs av Maximilien de Chaudoir. Loxandrus parvulus ingår i släktet Loxandrus och familjen jordlöpare. Inga underarter finns listade i Catalogue of Life.